# Stift Quernheim
Stift Quernheim is een plaats in de Duitse gemeente Kirchlengern, deelstaat Noordrijn-Westfalen, en telt 1.661 inwoners (1 januari 2021; incl. tweede-woningbezitters).

## Geschiedenis
In 1147 werd door leden van het adellijke geslacht Von Quernheim, die ministerialen van het Sticht Herford waren, een klooster gesticht. Het werd een nonnenklooster, dat de kloosterregel der augustijnen aannam. Initiatiefnemer hierbij, en bepaler van de locatie van het klooster, was de toenmalige bisschop van Osnabrück, Filips van Katzenenbogen, wiens vader een der eerste graven uit dit geslacht was geweest. In de daarop volgende eeuwen kende het klooster voorspoed en verwierf veel landerijen in de directe omgeving. In 1520 verkreeg het Bisdom Minden zeggenschap over het klooster Quernheim. In de 1530-er jaren werden bisdom en klooster (1532) evangelisch-luthers, en Kloster Quernheim werd Stift Quernheim, waarvan de stichtsdames doorgaans van adel waren, en dat nog wel door een abdis geleid werd. In deze tijd werd op de plaats van de oude O.L.Vrouwekerk van het klooster de huidige stichtskerk (thans de evangelisch-lutherse Marienkirche van het dorp) gebouwd.
In de 17e eeuw werd voor de abdis een nieuwe woning opgetrokken, die als Herrenhaus (Herenhuis) nog bij het complex staat. In de 19e eeuw was hierin een sigarenmakerij gevestigd, die er tot 1971 bleef. In het Herrenhaus is een ambtelijke instelling van de Kreis Herford gevestigd, die zich met milieu- en natuurbehoud bezighoudt (Biologische Station). Eén vertrek van het gebouw is als zaal voor feestelijke huwelijkssluitingen ingericht.
In 1810 werd, 7 jaar na de secularisering van alle kloosters in de Napoleontische tijd, het sticht opgeheven en ontbonden. Rond 1860 werden 161 hectare landerijen om het sticht heen, tot dan toe Pruisisch staatsdomein, in kleine percelen verkocht, zodat zich hier, zoals reeds eerder in de omliggende Klosterbauerschaft, veel kleine boeren vestigden. Op deze 161 hectaren grond is het huidige Ortsteil van Kirchlengern gelegen.

## Afbeeldingen

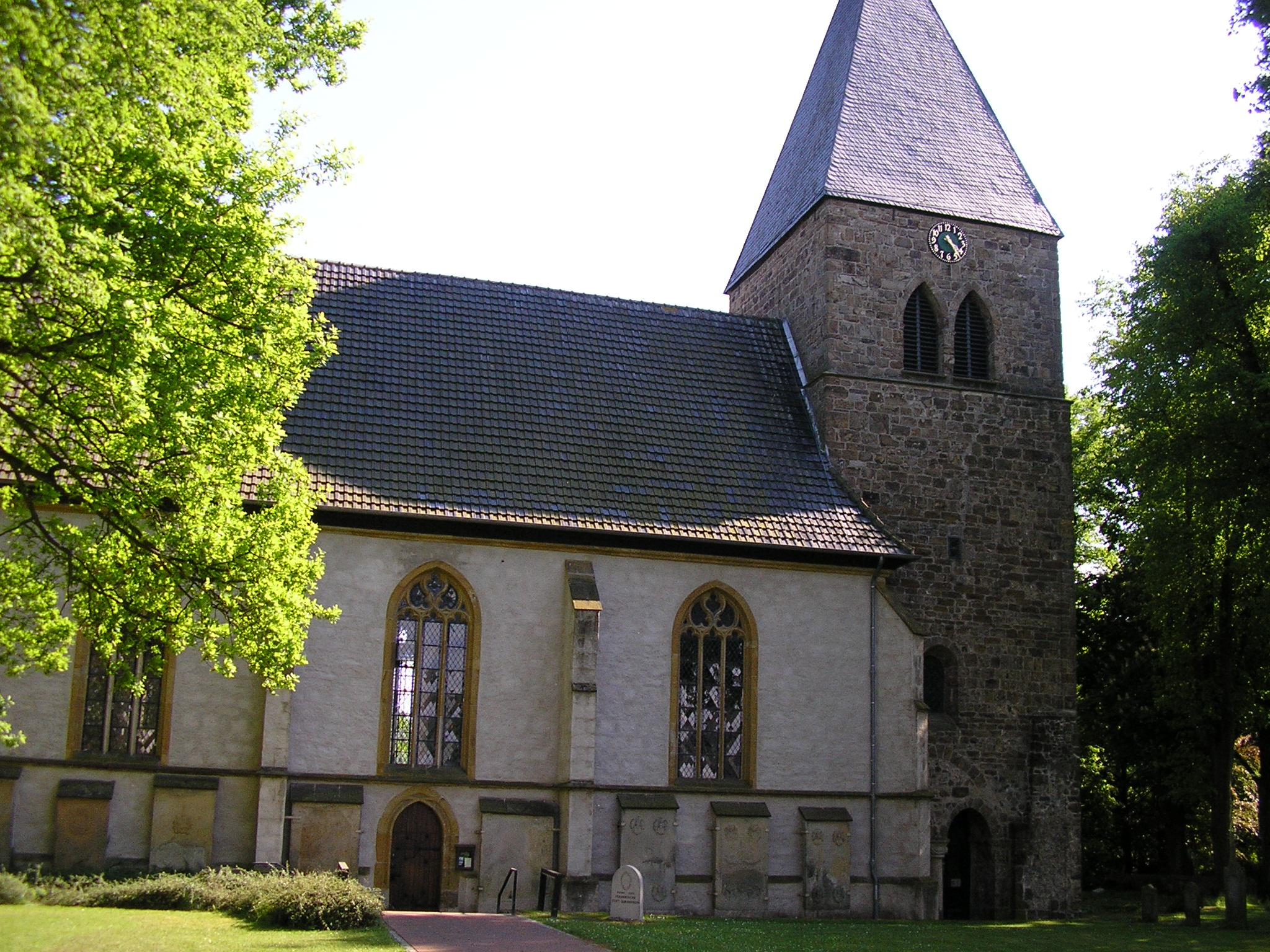
O.L. Vrouwekerk te Quernheim
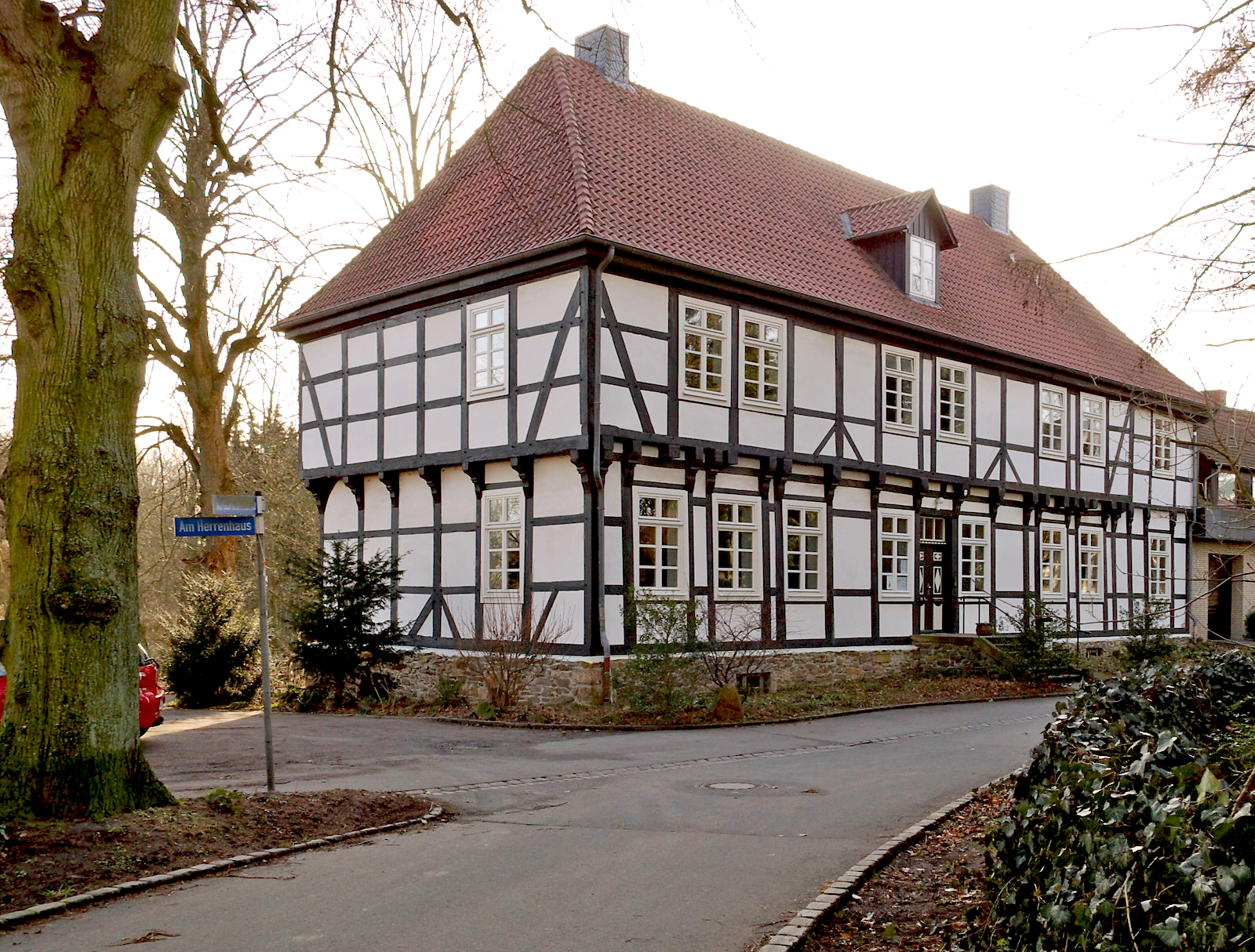
Herenhuis van het sticht
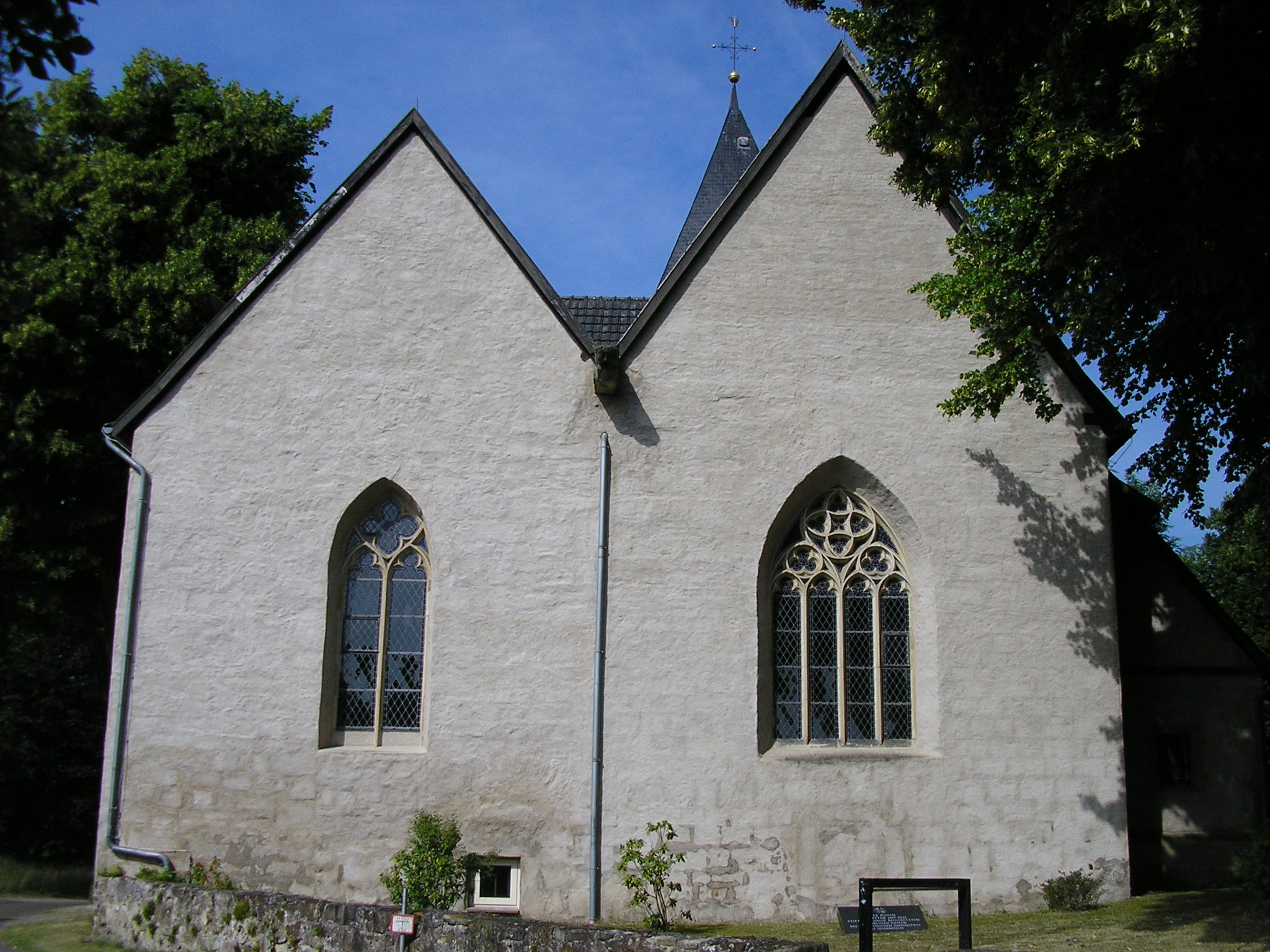
Vrouwenkoor (links) en mannenkoor (rechts) van de stichtskerk
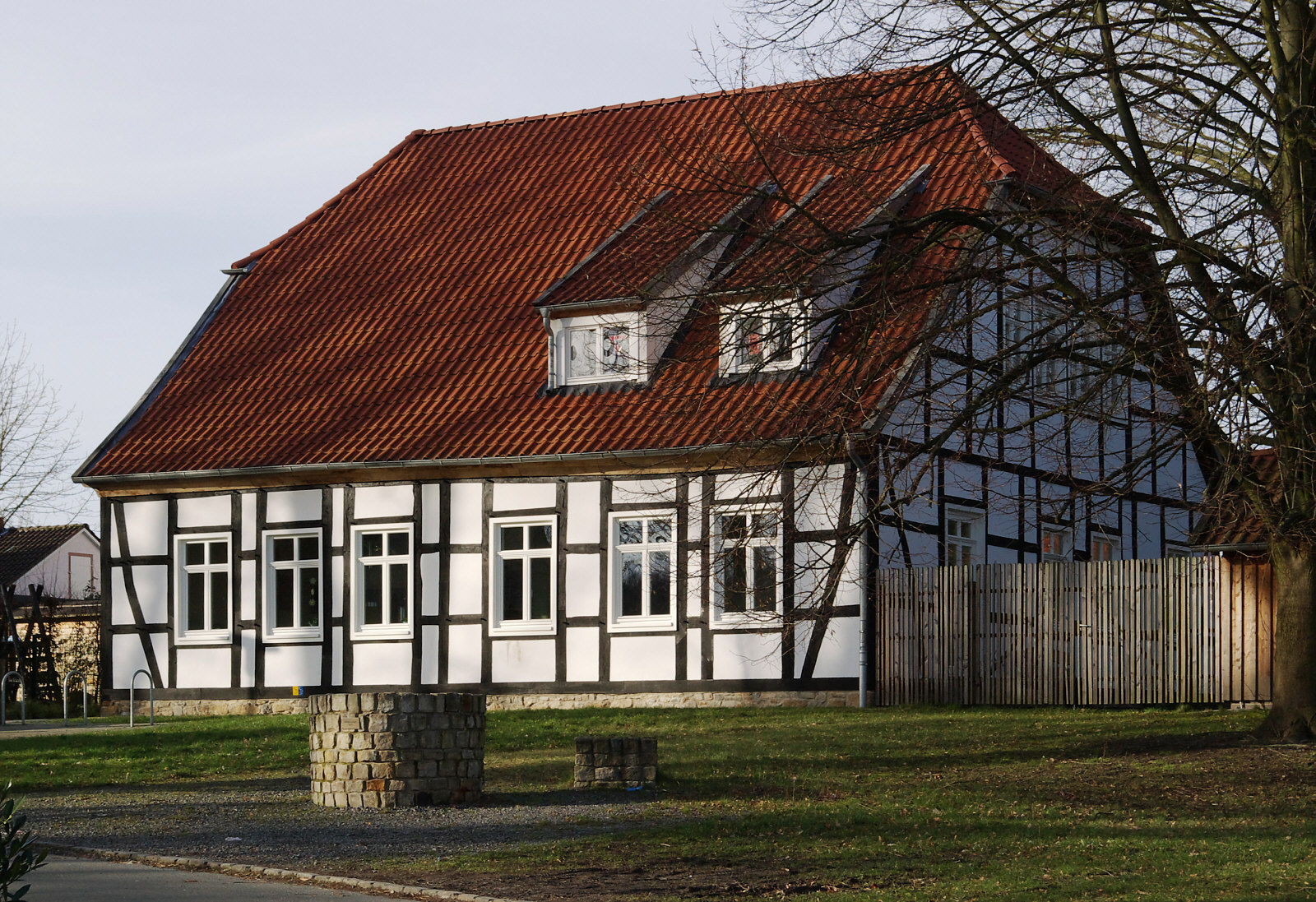
Gebouw Rauchfang, t/m de 18e eeuw woongebouw voor boerenknechts van het sticht